# Aménagement foncier en France
Pour les articles homonymes, voir Aménagement.
 (mars 2016).
L'expression aménagement foncier est souvent assimilée dans la pratique, en France, à l'aménagement foncier rural. Toutefois, elle désigne de façon plus générique un ensemble d'opérations destinées à viabiliser ou valoriser un terrain, qu'il ait une destination forestière, rurale, ou urbaine, entre autres. Ces opérations peuvent inclure par exemple l'assainissement, le lotissement, le raccordement aux réseaux. 
En urbanisme en France, le terme d' aménagement tout court est couramment employé, au lieu d' aménagement foncier, ce qui peut mener à une certaine confusion dans la terminologie. Il se distingue alors de la promotion immobilière. Aménagement foncier correspond en anglais à Land Development, qui est aussi un concept générique (qui a des applications au-delà de l'urbanisme), et promotion immobilière à  Real Estate Development, qui est un concept d'urbanisme. L'aménagement du territoire est tout à fait distinct de l'aménagement foncier, même si les deux expressions semblent très proches du point de vue sémantique. L'aménagement du territoire est de l'ordre des politiques publiques et vise une répartition géographique harmonieuse du développement démographique et économique dans un territoire; l'aménagement foncier est de l'ordre de la gestion et a pour objet la valorisation économique d'un terrain ou d'un ensemble de terrains.

## En France
Une opération d'aménagement s’apprécie au regard d’un faisceau d’indices correspondant à : 
- Un objectif conforme à l’article L.300-1 du code de l'urbanisme[1];
- Une compétence de la personne publique : une opération d’initiative et sous contrôle public[1] (⇒ Gouvernance);
- Un objet : impacts sur le territoire, avec d'éventuels impacts négatifs (sociaux, économiques, environnementaux) pouvant justifier des mesures d'évaluation, d'atténuation, suppression ou compensation des impacts;
- Un périmètre spatial cohérent[1];
- Un contenu : études, travaux[1];
- Des moyens juridiques : opérations foncières (achats, ventes, restructurations du parcellaire)[1];
- Des moyens financiers : bilan prévisionnel[1].

À grande échelle, on parle d'aménagement du territoire en France. Il s'appuie sur un état des lieux périodiquement mis à jour (via des indicateurs) et une vision prospectives

## Effets et gestion de ces effets
Les aménagements ont parfois des impacts (directs ou indirects) socio-économiques, fonciers ou environnementaux adverses inévitables ou inattendus ou non souhaités (effets collatéraux). Ceci explique l'obligation légale de mise en place d'une étude d'impact pour les grands projets ou les aménagements ayant des impacts probables ou certains sur l'eau, la santé, les fonctionnalités et services écosystémiques, certains habitats protégés ou espèces protégées et l'environnement au sens large. Cette étude peut déboucher sur l'abandon du projet, sa redirection vers une alternative plus sûre ou sur des propositions de mesures conservatoires et/ou compensatoires basées en France sur la séquence « éviter, réduire, compenser » (ERC). Dans certains cas un observatoire des impacts peut être institué pour mesurer les impacts et l'efficacité de mesures compensatoires sur le temps long. En vertu de la convention d'Aarhus, l'information environnementale publique et disponible relative aux impacts des aménagements sur l'environnement doit être accessible à tous.